# Елън Помпео
Елън Катлийн Помпео (на английски: Ellen Kathleen Pompeo) е американска актриса. Един от най-добре платените актьори в света от 2017 г. насам, тя се появява многократно в списъците на „Форбс“ в края на годината. Нейните отличия включват награда на Гилдията на актьорите и номинация за награда „Златен глобус“.

## Биография
Помпео е родена в Еверет, Масачузетс, на 10 ноември 1969 г. Баща ѝ е роден в Джезуалдо, Италия, и е от италиански, английски и ирландски произход; майка ѝ е от ирландски произход. Тя е отгледана като католичка.
Майка ѝ умира от случайно предозиране на болкоуспокояващи, когато Помпео е на четири години. Баща ѝ се жени повторно скоро след това; той умира на 1 септември 2012 г. През 2006 г. Помпео казва: „Мисля, че смъртта на майка ми на толкова млада възраст – когато беше на 39 – [ме накара] да ценя живота толкова много“. Тя има три по-големи сестри и двама по-големи братя.
Помпео се мести в Маями и след това в Ню Йорк, където кастинг директор я открива и я подписва за рекламна кампания за „Л'Ореал“. Ранната ѝ работа включва реклами и малки независими филми.
Телевизионния си дебют Помпео прави с участие в правната драма на „Ен Би Си“ „Закон и ред“, след което участва в други телевизионни предавания, включително комедията Strangers with Candy, медицинската драма Strong Medicine и ситкома „Приятели“. Филмовия си дебют Помпео прави през 1999 г. с малка роля в романтичната комедия „Страсти“. През 2001 г. се мести в Лос Анджелис и продължава да играе второстепенни роли във филми като In the Weeds и Mambo Café, но постига малък първоначален успех. Повратна точка в нейната кариера настъпва през 2002 г., когато е забелязана за ролята си в романтичната драма на Брад Силбърлинг „Лунният път“, където си партнира с Джейк Джилънхол. Някои критици намират изпълнението ѝ за достойно за „Оскар“.
Също през 2002 г. Помпео участва в биографичната криминална драма „Хвани ме, ако можеш“, а през 2003 г. играе в „Доброто старо време“, където си партнира с Люк Уилсън, и в „Дявол на доброто“. През 2004 г. участва в Art Heist с Уилям Болдуин.
Помпео получава първата си голяма роля през 2005 г. в медицинския драматичен сериал на Ей Би Си „Анатомията на Грей“, създаден от Шонда Раймс. Помпео играе главната героиня, д-р Мередит Грей, стажант по хирургия, а впоследствие хирург в измислената болница „Сиатъл Грейс“. „Анатомията на Грей“ става хит през 2005 г. и е добре приет от телевизионните критици.
През 2016 г. Помпео е класирана на четвърто място в списъка на най-добре платените телевизионни актриси от „Форбс“, с приходи от 14,9 милиона долара; през 2018 г. тя става третата най-добре платена актриса и петият най-добре платен актьор като цяло през с приходи от 23,6 милиона долара. Тя е и най-високо класираната актриса от драматичен сериал в списъка.
Помпео подписва нов договор за „Анатомията на Грей“ през 2011 г., който увеличава заплатата ѝ до 200 000 щатски долара на епизод; в резултат тя става осмата най-добре платена телевизионна актриса през 2012 г. с общ приход от 9 милиона долара. Договорът я ангажира с шоуто до 12-ия му сезон. Съгласно подновения през 2013 г. договор Помпео получава 350 000 щатски долара на епизод плюс бонуси. Това я поставя на четвърто място в класацията на най-добре платените телевизионни актриси на „Форбс“ през 2015 г., с печалба от 11,5 милиона долара. Договорът на Помпео с Ей Би Си изтича отново в края на 12-ия сезон заедно с останалите членове на оригиналния актьорски състав и тя подписва нов с увеличена заплата. През 2016 г. тя отново е на четвърто място в списъка на „Форбс“ с печалба от 14 милиона щатски долара, което е 32% увеличение на приходите ѝ спрямо 2015 г.
С нарастващата популярност на шоуто Помпео печели световна репутация сред телевизионните зрители. Ролята на д-р Грей ѝ носи световно признание, както и множество номинации и награди. Тя има пет номинации и три награди „Изборът на публиката“ (в категорията за любима телевизионна драматична актриса), награда „Сателит“ през 2007 г. за най-добра актриса в телевизионен драматичен сериал и номинация за най-добро изпълнение на актриса в драматичен сериал на 64-тите награди „Златен глобус“.
През 2007 г. различни репортери и критици в сферата на развлекателния бизнес отбелязват, че Помпео отдавна е трябвало да получи номинация за награда „Еми“ за ролята си в „Анатомията на Грей“.
На 27 октомври 2011 г. Deadline Hollywood съобщава, че Помпео е стартирала своя собствена продуцентска компания, наречена Calamity Jane, и е продала първия си проект на Ей Би Си – неозаглавено шоу за жени агенти от охраната на държавния секретар. По време на събитие на BuzzFeed през 2014 г. Помпео казва, че няма интерес към актьорството, след като „Анатомията на Грей“: „Определено се чувствам в преход. Не намирам актьорската игра за ужасно зареждаща“. Оттогава Помпео участва в други проекти като продуцент и прави своя режисьорски дебют с епизод от „Анатомията на Грей“ от тринадесетия сезон. През август 2014 г. е обявено, че Помпео разработва две драми с „Ей Би Си Студиос“ – адаптация на романа на Рейчъл Кери от 2013 г. „Дълг“ и неозаглавена женска полицейска драма. Помпео се появява в музикалния видеоклип към сингъла на Тейлър Суифт от 2015 г. Bad Blood, а две години по-късно озвучава плюшена котка в „Док Макплюшинс“.
През януари 2018 г. тя подновява договора си за „Анатомията на Грей“ за още два сезона, с което става най-добре платената актриса в телевизионен драматичен сериал, печелейки повече от 20 милиона щатски долара годишно. Тя получава сума от 575 000 долара на епизод по новия си договор и е повишена в ранг на продуцент на сериала, което се оценява на допълнителни между 6 и 7 милиона щатски долара годишно. Помпео пише статия относно разликата в заплащането на жените и мъжете и новия ѝ договор с ABC, която е заглавна история в януарския брой на „Холивуд Рипортър“. „Форбс“ класира Помпео на трето място при жените и на пето място въобще в класацията за най-добре платените телевизионни актьори за 2018 г.
В 19-ия сезон на „Анатомията на Грей“ за първи път от началото на сериала екранното участие на Помпео е намалено – тя се появява само в 8 епизода, а в останалите участва само с гласа си като разказвач. Тя остава и изпълнителен продуцент на сериала. През 2024 г. сериалът е подновен за 21-ви сезон, в който Елън Помпео ще се завърне в ролята си на Мередит Грей.

## Личен живот
Помпео се запознава с музикалния продуцент Крис Айвъри в хранителен магазин в Лос Анджелис през 2003 г. Те започват да се срещат след 6 месеца приятелство и се женят през 2007 г., като кметът на Ню Йорк Майкъл Блумбърг е свидетел на церемонията. Двамата имат две дъщери и син заедно.
Помпео остро критикува медийните съобщения, в които се предполага, че тя страда от хранително разстройство, като нарича медиите безотговорни за насърчаването на подобни слухове. В брой от 2007 г. на Los Angeles Confidential Magazine тя казва, че се тревожи за младите момичета, които я гледат: „Не искам да си мислят, че гладувам или не ям и че това трябва да направят, за да бъдат като мен“.
Помпео, заедно с Шонда Раймс и главните актриси в другите предавания на Раймс по Ей Би Си – Кери Уошингтън от „Скандал“ и Вайола Дейвис от „Как да ни се размине за убийство“, се появяват в рекламна кампания за президентските избори в САЩ през 2016 г. в подкрепа на Хилари Клинтън, сравнявайки я с главните герои от тези сериали. Във видеото актрисите отбелязват, че Оливия Поуп, Анализ Кийтинг и Мередит Грей са „брилянтни“ и „сложни“ жени, които се борят за справедливост и дават глас на безгласните. Раймс, Дейвис, Помпео и Уошингтън се редуват да говорят, докато хвалят кандидата за президент и заключават: „Нашите герои са по телевизията; реалният свят има Хилари Клинтън“.

## Избрана филмография

### Филми
| Година  | Заглавие              | Роля         | Бележки            |
| ------- | --------------------- | ------------ | ------------------ |
| 2002 г. | Лунния път            | Бърти Нокс   |                    |
| 2002 г. | Хвани ме, ако можеш   | Марси        |                    |
| 2003 г. | Доброто старо време   | Никол        |                    |
| 2003 г. | Дявол на доброто      | Карън Пейдж  |                    |
| 2004 г. | Art Heist             | Сандра Уокър |                    |
| 2004 г. | Блясъкът на чистия ум | Наоми        | Сцените са изтрити |
| 2005 г. | Life of the Party     | Фийби Елгин  |                    |

### Телевизия
| Година                    | Заглавие             | Роля                       | Бележки                                               |
| ------------------------- | -------------------- | -------------------------- | ----------------------------------------------------- |
| 1996 г., 2000 г.          | Закон и ред          | Джена Уебър / Лора Кендрик | 2 епизода                                             |
| 1999 г.                   | Strangers with Candy | Лизи Ейбрамс               | Епизод: Feather in the Storm                          |
| 2001 г.                   | Strong Medicine      | Куинси Дън                 | Епизод: Wednesday Night Fever                         |
| 2004 г.                   | Приятели             | Миси Голдбърг              | Епизод: „Този, в който стриптизьорката плаче“         |
| 2005 – 2023 г.            | Анатомията на Грей   | Д-р Мередит Грей           | Главна роля (сезони 1-19); 410 епизода; в 6 само глас |
| 2017 г.                   | Док Макплюшинс       | Уилоу                      | Глас, епизод: Willow's Wonky Whiskers                 |
| 2018 г., 2020 г., 2023 г. | Станция 19           | Д-р Мередит Грей           | 3 епизода                                             |

### Музикални видеоклипове
| Година  | Заглавие  | Изпълнител   | Роля | Реф.   |
| ------- | --------- | ------------ | ---- | ------ |
| 2015 г. | Bad Blood | Тейлър Суифт | Луна | [ 46 ] |

### Като режисьор
| Година         | Заглавие           | Роля     | Бележки                                                 | Реф.          |
| -------------- | ------------------ | -------- | ------------------------------------------------------- | ------------- |
| 2017 – 2018 г. | Анатомията на Грей | режисьор | 2 епизода: Be Still, My Soul и Old Scars, Future Hearts | [ 31 ] [ 47 ] |

### Като продуцент
| Година             | Заглавие           | Роля                      | Бележки  |
| ------------------ | ------------------ | ------------------------- | -------- |
| 2017 г. – настояще | Анатомията на Грей | Изпълнителен продуцент    | 7 сезона |
| 2018 г. –настояще  | Станция 19         | Изпълнителен ко-продуцент | 6 сезона |